# Humbert Humbert
Humbert Humbert es el seudónimo adoptado por el protagonista y narrador de la novela Lolita de 1955 del escritor ruso Vladimir Nabokov. Humbert es un profesor de poesía francesa divorciado que visita los Estados Unidos y se obsesiona por Dolores Haze, una niña de doce años apodada "Lolita". La revista Book consignó a Humbert Humbert en tercer lugar de su lista de Los 100 mejores personajes de ficción desde 1900. El nombre elegido por Nabokov hace referencia a "sombra" (se pronuncia como "ombre" en francés que significa "sombra") pues Humbert llevará a Lolita a un mundo de sombras. El doble nombre de Humbert viene de la obra de Allan Poe «William Wilson», un cuento donde el protagonista es atacado por su doppelganger.

## Humbert Humbert en la novela
Humbert se ha enamorado de "nínfulas", desde que su primer amor, Annabel, falleciese cuando ambos se encontraban en su primera adolescencia. Cuando conoce a Lolita, Humbert siente que su amor fallecido resucita y se encarna en la niña, haciendo todo lo que está en su mano para poseerla. La relación entre ambos se consolida bajo la mirada ignorante de la madre de Lolita, Charlotte Haze. 
Humbert contrae matrimonio con Charlotte con el único propósito de estar cerca de Lolita. Cuando la madre muere en un accidente automovilístico, saca a su hijastra del campamento de verano donde ha sido enviada para viajar con ella durante un año a través de los Estados Unidos. En el transcurso de su fuga, Lolita y Humbert inician una relación de fuerte contenido sexual en la que escenifican dos relaciones contradictorias: la de amantes, y la de padre e hija. Cuando Lolita huye de Humbert con el dramaturgo Clare Quilty, Humbert se obsesiona cada vez más, determinado a dar caza a los amantes, recuperar el amor de su hijastra y matar a su rival. Cuando finalmente encuentra de nuevo a Lolita, años más tarde, ella ya no es la nínfula de sus sueños sino un ama de casa vulgar, embarazada, que vive en una pequeña ciudad provinciana. A pesar de ello, Humbert se da cuenta de que todavía está enamorado de ella y siente lástima por haberla corrompido. Humbert encuentra a Quilty, lo asesina y es enviado por ello a prisión, donde muere tras haber dictado la historia de su vida a su abogado.

## Análisis del personaje
Como narrador de la historia, Humbert Humbert es notable por su humor sardónico y satírico. Nabokov manifestó en cierta ocasión a propósito del nombre: "La doble sonoridad es -pienso- muy repugnante, muy sugestiva. Es un nombre odioso para una persona odiosa". El nombre del personaje evoca la palabra del español hombre y la del francés ombre, "sombra". Sugiere también que se origina en las palabras inglesas humbug (“farsa”) y pervert (“pervertido”), insinuando de este modo los dos motivos centrales de la novela.
Para Humbert Humbert las mujeres han de ser poseídas y los hombres deben competir por la posesión y control de las mujeres.

## El personaje en el cine
Humbert Humbert fue interpretado en la pantalla grande por James Mason en el clásico de Stanley Kubrick del año 1962, adaptación de la novela de Nabokov, y por Jeremy Irons en la versión de 1997 dirigida por Adrian Lyne.